# إدوارد مان
إدوارد مان (بالإنجليزية: Edward Mann) هو سياسي أسترالي، ولد في 11 أغسطس 1874 في مونت غامبير في أستراليا، وتوفي في 15 نوفمبر 1951 في ملبورن في أستراليا. حزبياً، نشط في Nationalist Party (Australia) ‏. وقد انتخب عضو مجلس النواب الأسترالي عن دائرة Division of Perth ‏ (16 ديسمبر 1922 – 12 أكتوبر 1929).